# Каскабулак (Жамбылская область)
Каскабулак (каз. Қасқабұлақ) — аул в Таласском районе Жамбылской области Казахстана. Административный центр и единственный населённый пункт Каскабулакского сельского округа. Код КАТО — 316240100.

## Население
В 1999 году население аула составляло 933 человека (483 мужчины и 450 женщин). По данным переписи 2009 года, в ауле проживало 950 человек (489 мужчин и 461 женщина).